# سفارة الإمارات العربية المتحدة لدى السعودية
سفارة الإمارات العربية المتحدة لدى السعودية هي الممثلية الدبلوماسية العليا لدولة الإمارات العربية المتحدة لدى المملكة العربية السعودية. تقع السفارة في حي السفارات في الرياض.